# Небесний меридіан

Меридіан на небесній сфері. Верхній меридіан спостерігача йде від північного до південного небесного полюса через зеніт; місцевий меридіан спостерігача йде від північної до південної точки горизонту через зеніт.

Небесний меридіан — велике коло небесної сфери, що проходить через полюси світу й зеніт точки спостережень. Він перпендикулярний до небесного екватора та горизонту, проходить через надир, північну й південну точки горизонту та ділить небесну сферу на східну й західну півсфери. Площина небесного меридіана збігається з площиною земного меридіана. Вздовж небесного меридіана відраховують схилення небесних тіл, а від його площини відраховують годинні кути.

## Геометрія
Всі небесні меридіани утворюють пучок площин, що проходить через вісь обертання Землі. Через кожну точку, розташовану не на земній осі, проходить рівно одна меридіанна площина з цього пучка. Перетин цієї площини з поверхнею Землі визначає два географічні меридіани (два півкола в двох різних півкулях Землі), а перетин площини з небесною сферою є небесним меридіаном для цього місця й часу.
Існує кілька способів поділити меридіан на півкола. В одному з підходів верхній меридіан спостерігача простягається від небесного полюса через зеніт до протилежного полюса, натомість як нижній меридіан проходить від полюса до полюса через надир. В іншому підході, відомому як горизонтальна система координат, меридіан поділяють на місцевий меридіан, який іде від північної до південної точки горизонту через зеніт, та протилежне півколо, яке йде від північної до південної точки горизонту через надир.
Завдяки обертанню Землі кожен небесний об'єкт протягом кожної зоряної доби один раз перетинає верхній небесний меридіан спостерігача. У момент цього перетину, званий кульмінацією, об'єкт досягає максимальної висоти над горизонтом. Час кульмінації об'єкта можна розрахувати через його пряме піднесення та місцевий зоряний час (див. годинний кут).

## Етимологія
Термін «меридіан» походить від латинського лат. meridies, що означає одночасно «полудень» та «південь», оскільки у Північній півкулі небесний екватор здається нахиленим на південь.